# The Lone Ranger (2013)
The Lone Ranger (no Brasil, O Cavaleiro Solitário; em Portugal, O Mascarilha) é um filme de ação e faroeste estadunidense de 2013 produzida pela Walt Disney Pictures e Jerry Bruckheimer Films e dirigido por Gore Verbinski. Baseado na série de rádio de mesmo nome, o filme é estrelado por Johnny Depp como Tonto, o narrador dos acontecimentos, e Armie Hammer como John Reid (The Lone Ranger). Relaciona-se com as memórias de Tonto dos primeiros esforços da dupla para subjugar as ações imorais dos corruptos e trazer a justiça no Velho Oeste americano. William Fichtner, Barry Pepper, Ruth Wilson, James Badge Dale, Tom Wilkinson e Helena Bonham Carter também estão presentes em papéis coadjuvantes. O filme marca o primeiro filme teatral, com os personagens Lone Ranger e Tonto em mais de 32 anos.
Filmagem foi atormentada com problemas de produção e as preocupações orçamentais, que em um ponto levaram ao cancelamento prematuro do filme. The Lone Ranger foi lançado nos cinemas nos Estados Unidos em 3 de Julho de 2013. O filme recebeu críticas mistas e comentários negativos, foi um fracasso comercial, arrecadando US$ 260 milhões de dólares em todo o mundo contra um orçamento de produção estimado em US$ 225 milhões de dólares e mais US$ 150 milhões de dólares do orçamento de marketing adicional.

## Enredo
Tonto (Johnny Depp), o espírito guerreiro nativo americano narra as histórias não contadas que transformaram John Reid (Armie Hammer), um homem da lei, em uma lenda da justiça, levando o público em uma acelerada viagem cheia de surpresas épicas e muito humor enquanto os dois improváveis heróis precisam aprender a trabalhar juntos e lutar contra a ganância e a corrupção.
Em um espetáculo em um São Francisco justo em 1933, um menino, Will, que idolatra uma lenda conhecido como o Cavaleiro Solitário, encontra Tonto, um idoso Comanche nativo americano, que começa a contar suas experiências com esse Velho Oeste aventureiro.
Em 1869 Colby, Texas, o advogado John Reid volta para casa através da incompleta Ferrovia Transcontinental, gerido pela Railroad Tycoon Latham Cole. Desconhecido para Reid, o trem também está transportando Tonto e o bandido Butch Cavendish, que está sendo transportado para o seu enforcamento depois de ter sido capturado por Dan Reid, irmão de John. A gangue de Cavendish resgata Butch e desvia o trem. Tonto é posteriormente preso. Dan convoca John como um Texas Ranger, e com outros seis eles vão atrás do bando Cavendish.
Os homens de Cavendish numa emboscada, matam seus perseguidores em um canyon e Cavendish corta e come o coração de Dan. Tonto, que escapou da prisão, se depara com os homens mortos e os enterra. No entanto, um cavalo branco espírito desperta John como um "espírito walker", e Tonto explica John não pode ser morto em batalha. Tonto também diz Collins, um dos Rangers, traído Dan e está trabalhando com Cavendish, quem acredita Tonto é um " Wendigo ". Como John é como morto, ele usa uma máscara para proteger a sua identidade a partir de inimigos. Tonto dá a John uma bala de prata feita de emblemas dos Rangers caídos e diz-lhe para usá-lo em Cavendish.
Em um bordel Collins visitou recentemente, Red Harrington informa-los sobre Dan e luta Collins sobre uma prata pedra amaldiçoada. Enquanto isso, os homens de Cavendish, disfarçados de Comanches, RAID assentamentos de fronteira. John e Tonto chegar depois invasores raptar viúva e filho, Rebecca e Danny de Dan. Lamentando suas ações anteriores, Collins tenta ajudar Rebecca e Danny fuga, mas é morto por Cole, que os resgata. Alegando os atacantes são Comanches hostis, Cole anuncia a construção continuada da ferrovia e despacha Cavalaria dos Estados Unidos Capitão Jay Fuller para exterminar os nativos americanos.
Uma tribo Comanche captura John e Tonto logo após o par encontra trilhos da ferrovia em território indiano. O líder da tribo diz a João do passado de Tonto: Como um menino, Tonto tinha resgatado Cavendish e um outro homem de quase-morte e mostrou-lhes a localização de uma mina de prata, em troca de um relógio de bolso . Os homens assassinados a tribo para manter o meu segredo, deixando Tonto com grande culpa.
Tonto e John escapar como o ataque da cavalaria do Comanche. Na mina de prata, eles capturam Cavendish. Demandas Tonto que João usa a bala de prata para matar Cavendish, mas John se recusa. Tonto tenta matar Cavendish, mas John derruba-lo inconsciente e traz Cavendish vivo. Ao retornar Cavendish para Cole e custódia de Fuller, Cole é revelado para ser o parceiro de Cavendish. Temendo que, se suas ações são reveladas publicamente que vai ser cobrado como um criminoso de guerra , os lados Fuller com Cole. Rebecca é mantida refém, e John é levado de volta para a mina de prata a ser executado. No entanto, Tonto resgata-lo e os dois fogem como o ataque Comanche e são massacrados pela cavalaria. Percebendo que Cole é poderoso demais para ser retirado legalmente, John veste a máscara novamente.
No local da união da Ferrovia Transcontinental, Cole revela seu verdadeiro plano: para assumir o controle total da companhia ferroviária e usar a prata explorada para ganhar mais poder. John e Tonto roubar nitroglicerina e usá-lo para destruir uma ponte ferroviária. Com a ajuda de Red, Tonto rouba o trem com a prata, e Cole, Cavendish e Fuller persegui-lo em um segundo trem em que Rebecca e Dan Jr. estão sendo mantidos em cativeiro. Montando Prata, John persegue os dois trens. Depois de uma perseguição furiosa e lutas em ambos os trens, tanto Cavendish e Fuller são mortos, Rebecca e Dan Jr. são resgatados e Cole morre enterrado sob o minério de prata depois que o trem mergulha para fora da ponte e cortou para o rio abaixo.
A cidade e da estrada de ferro da empresa reconhecer John (cuja identidade ainda é desconhecida para eles) como um herói e oferecer-lhe uma posição de aplicação da lei. John declina, e ele e Tonto montar fora. Volta para 1933, Will questiona a verdade do conto. Tonto dá-lhe uma bala de prata e diz-lhe para decidir por si mesmo.

## Elenco
- Johnny Depp como Tonto, o narrador dos eventos de sua vida como um índio Comanche que recrutaram John Reid para trazer justiça para os responsáveis por massacrar sua tribo durante a sua infância,[8] e aterrorizando assentamentos fronteira do Texas durante os anos 1800. O personagem usa pintura facial em preto-e-branco e um corvo morto em sua cabeça.[9]
  - Joseph E. Foy retrata Tonto como criança.
- Armie Hammer como John Reid/O Cavaleiro Solitário, originalmente um advogado moralmente irrepreensível, mais tarde substituiu um Texas Ranger, que protege sua identidade como "The Lone Ranger", um justiceiro mascarado que procura os criminosos responsáveis pela morte de seu irmão.[8]
- William Fichtner como Butch Cavendish, um bandido cruel e canibal, que Tonto acredita que é um wendigo.[8][10] Travis Martelo retrata a Butch jovem visto em flashbacks.
- Tom Wilkinson como Latham Cole, um magnata da ferrovia corpulento e inescrupuloso.[11] Steve Corona retrata o jovem Cole visto em flashbacks.
- Ruth Wilson como Rebecca Reid, a esposa de Dan (depois viúva) e o interesse amoroso de John / irmã-de-lei.[8]
- Helena Bonham Carter como Madame Red, uma dona de bordel com pernas de marfim que auxilia Reid e Tonto.
- James Badge Dale como Dan Reid, irmão mais velho de John, que é morto por Cavendish.[12]
- Bryant Prince como Danny Reid, filho de Rebecca e Dan, sobrinho de John.
- Barry Pepper como Capitão Jay Fuller, um oficial corrupto da cavalaria dos Estados Unidos.[8]
- Mason Cook como Will, um jovem que viveu na década de 1930 em São Francisco.[13]
- J D Cullum como Wendell.
- Saginaw Grant como Cacique Grande Urso, líder dos Comanches.[14]
- Harry Treadaway como Frank, um membro da gangue de Butch.[13]
- James Frain como Barret, um dos capatazes da indústria de Cole.[15]
- Joaquín Cosío como Jesús, um outro membro da gangue de Butch.
- Damon Herriman como Ray, um outro membro da gangue de Butch.[13]
- Lew Temple como Hollis, um delegado dos Ranger.[16]
- Leon Rippy como Collins, um traidor dos Ranger trabalhando secretamente com Butch.
- Stephen Root como Habberman, presidente da Empresa Ferrovia Transcontinental.
- Jason E. Hill como Seamus

## Produção
Em março de 2002, a Columbia Pictures anunciou a sua intenção de fazer um filme baseado em Lone Ranger com a Classic Media, que possuía os direitos da franquia.  O casal de produtores Douglas Wick e Lucy Fisher se juntaram ao projeto.O estúdio pretendia fazer algo semelhante a The Mask of Zorro e sugeriu que o índio Tonto fosse reescrito como uma mulher e fosse um interesse amoroso do herói. O orçamento previsto foi fixado em US $ 70 milhões.
Duas versões do roteiro foram produzidas, mas não foram aprovadas, em 2007, os direitos foram adquiridos pela Entertainment Rights, a empresa convoca o produtor Jerry Bruckheimer e em 2008, se associam a Walt Disney Pictures. Os roteiristas Ted Elliott e Terry Rossio foram contratados para elaborar um roteiro, reescrito por Justin Haythe. Em 2009, o cineasta Mike Newell é contratado, no ano seguinte, é substituído por Gore Verbinski.
Em 12 de agosto de 2011 a Disney anunciou a produção de The Lone Ranger e as filmagens começaram em março de 2012, sendo que no dia 08 do mesmo mês foi revelada a primeira fotografia de Armie Hammer como Lone Ranger e de Johnny Depp como Tonto.
O orçamento do filme foi de 250 milhões de dólares. Em 05 de janeiro de 2013, foi anunciado que o filme passaria por refilmagens e seria incluido um novo personagem na trama.
O diretor Gore Verbinski e o produtor Jerry Bruckheimer são os mesmos dos três primeiros filmes da renomada franquia Pirates of the Caribbean, assim como o ator principal, Johnny Depp.

## Recepção

### Bilheteria
Com um orçamento de US$250 milhões, faturando US$29 milhões no fim de semana de estreia, foi um fracasso comercial, arrecadando $255 milhões de dólares em todo o mundo que deve gerar um prejuízo de US$ 190 milhões à Disney após um descontrole orçamentário por parte do diretor Gore Verbinski.
Johnny Depp e o produtor Jerry Bruckheimer culparam os críticos pelo fracasso do filme.

### Crítica
Alexandre Agabiti Fernandez da Folha de S.Paulo escreveu "Como a lenda perdeu força ao longo das décadas, esta versão da Disney tenta fazê-la brilhar outra vez. Infelizmente, isto é alcançado pela via mais previsível: a overdose de cenas de ação. Narrado em flashback por Tonto (Johnny Depp), que ganha importância na história, o filme tem contornos burlescos."
Marcelo Hessel do Omelete disse que o diretor "Gore Verbinski almeja os mitos do faroeste mas segue refém da fórmula Piratas do Caribe".

### Debate sobre o elenco
Apesar de os produtores terem citado a presença de um conselheiro da Nação Comanche, alguns debateram a conveniência de condição de Depp como um nativo americano e se o filme iria apresentar uma representação positiva e precisa dos Comanches. Depp afirmou ele acredita que tem ascendência nativa americana, possivelmente a partir de uma bisavó. Ele disse que considera o papel uma tentativa pessoal "para tentar corrigir os erros do passado", em referência a representações da cultura dos nativos americanos na mídia.
Todd McDaniels, um linguista da Comanche Nation College, comentou favoravelmente sobre as tentativas de Depp em falar a língua comanche, que tem de 25 a 30 falantes nativos vivendo. "As palavras estavam lá, a pronúncia era instável, mas adequada".